# Baryancistrus demantoides
Baryancistrus demantoides és una espècie de peix de la família dels loricàrids i de l'ordre dels siluriformes.
Els adults poden assolir 15,1 cm de longitud total. És un peix d'aigua dolça i de clima tropical, que viu a la conca del riu Orinoco a Veneçuela (Sud-amèrica).